# Hal Hartley
Hal Hartley (nat el 3 de novembre de 1959 a Lindenhurst, Nova York) és un guionista i director de cinema estatunidenc, destacat exponent del recent cinema independent dels Estats Units.
Les seves pel·lícules es caracteritzen per papers inexpressius i diàlegs tant divertits com filosòfics. Sovint en compon i interpreta la música sota el pseudònim "Ned Rifle". A diferència de la majoria de directors cinematogràfics, Hartley realitza molts curts, que han estat recopilats en antologies amb DVD.
El seu estil únic li ha valgut un seguiment de culte. Les seves pel·lícules mostren una recurrència temàtica, incloent-hi localitzacions a Long Island, on nasqué. També empra els mateixos actors sistemàticament, entre d'altres Robert Burke, Martin Donovan, Elina Lowensohn, Adrienne Shelley, Karen Sillas i Damian Young.

## Selecció filmografia
- The Unbelievable Truth (1989)
- Trust (1990)
- Surviving Desire (1991)
- Simple Men (1992)
- Amateur (1993)
- Flirt (1995)
- Henry Fool (1997)
- The Book of Life (1998)
- No Such Thing (2001)
- The Girl from Monday (2005)
- Fay Grim (2006)
- Meanwhile (2011)
- Ned Rifle (2014)